# Bắc Síp
Bắc Síp, quốc hiệu là Cộng hòa Bắc Síp Thổ Nhĩ Kỳ, là một quốc gia được công nhận hạn chế nằm ở phía bắc của đảo Síp. Bắc Síp tuyên bố độc lập vào năm 1983, chín năm sau khi một người Síp gốc Hy Lạp âm mưu một cuộc đảo chính để sáp nhập Síp vào Hy Lạp, kích động Thổ Nhĩ Kỳ xâm lược Síp. Bắc Síp chỉ được Thổ Nhĩ Kỳ công nhận và lệ thuộc Thổ Nhĩ Kỳ về kinh tế, chính trị, quân sự. Cộng đồng quốc tế, bao gồm Liên Hợp Quốc và Liên minh châu Âu, chỉ công nhận chủ quyền của Síp trên toàn hòn đảo, bao gồm khu vực hiện do Bắc Síp kiểm soát, nên Bắc Síp là một lãnh thổ đặc biệt của Liên minh châu Âu.
Quân đội Thổ Nhĩ Kỳ có một lực lượng quân sự lớn ở Bắc Síp với sự chấp thuận của phần lớn dân số Síp gốc Thổ Nhĩ Kỳ. Tuy nhiên, Síp coi đây là một lực lượng chiếm đóng bất hợp pháp. Sự hiện diện của quân đội Thổ Nhĩ Kỳ cũng bị Hội đồng Bảo an Liên Hợp Quốc lên án thông qua nhiều nghị quyết. Các nỗ lực để đạt tới một giải pháp cho cuộc tranh chấp cho đến này vẫn không thành công. 

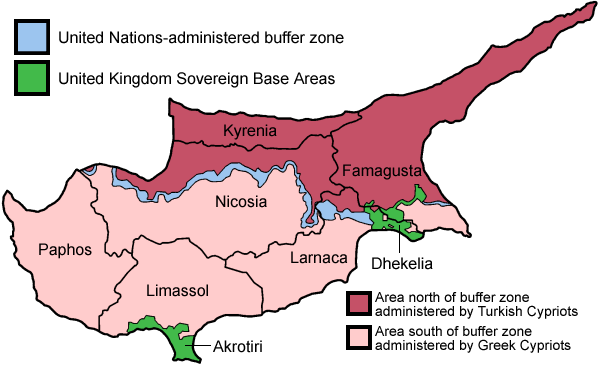
Các khu vực quản lý trên đảo Síp:
Khu vực quản lý của Bắc Síp
Khu vực do Síp quản lý
Vùng đệm ngăn cách giữa Bắc Síp và Síp do Liên Hợp Quốc quản lý
Các khu căn cứ chủ quyền của
Vương quốc Anh

## Phân chia hành chính

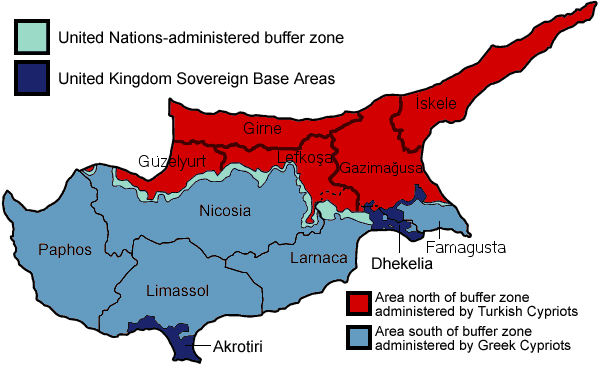
Các khu vực hành chính của Bắc Síp.

Bắc Síp được chia ra thành 5 huyện.
- Huyện Lefkoşa (Nicosia)
- Huyện Gazimağusa (Famagusta)
- Huyện Girne (Kyrenia)
- Huyện Güzelyurt (Morphou)
- Huyện İskele (Trikomo)

## Kinh tế

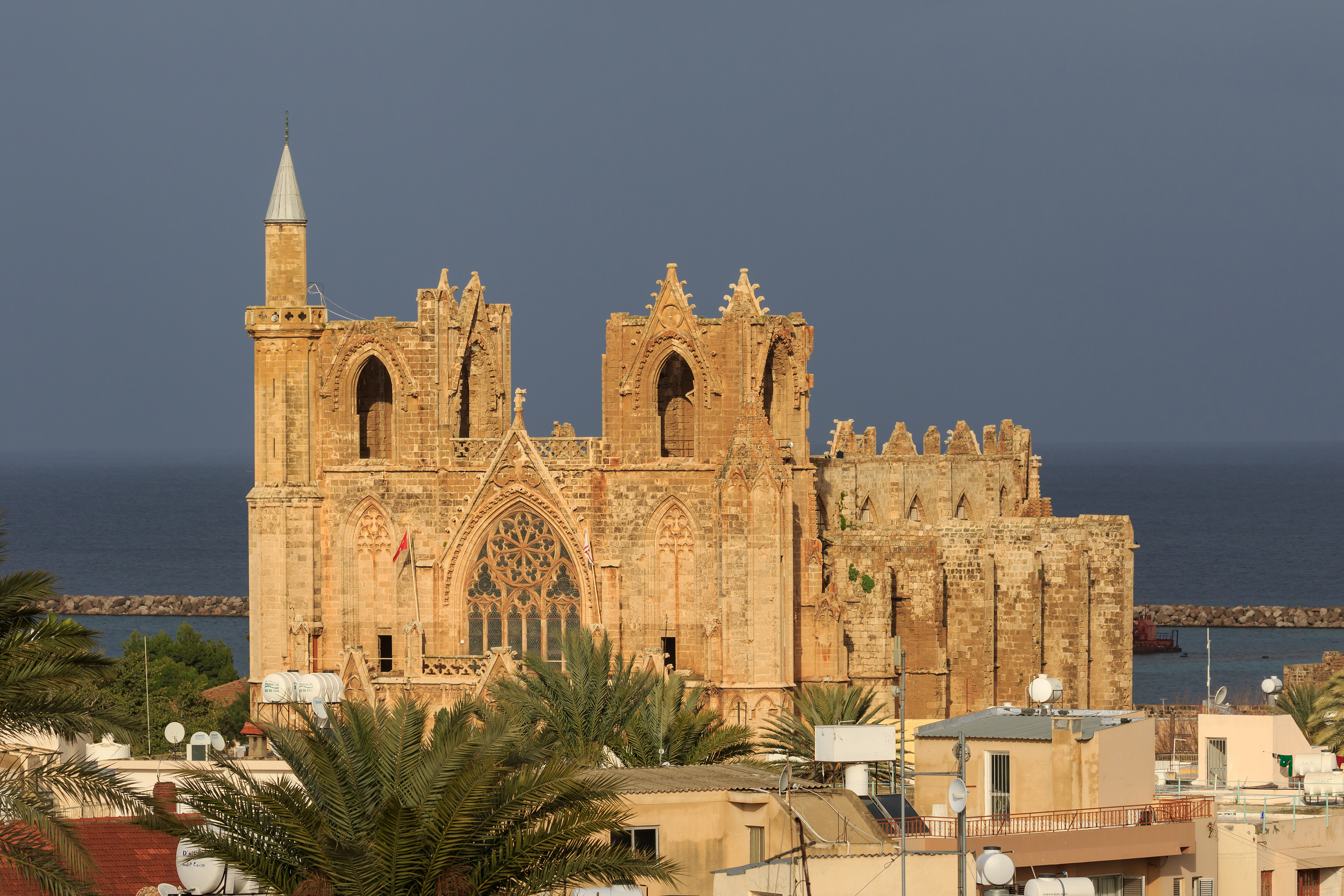
Thánh đường Hồi giáo Lala Mustafa Pasha tại Famagusta (Gazimağusa). Trước đó là Thánh đường Saint Nicolas trước khi chuyển đổi năm 1571.

Kinh tế Bắc Síp bao gồm các khu vực kinh tế nhà nước, thương mại, du lịch và giáo dục, chủ yếu do ngành du lịch (69% GDP năm 2007) đem lại. Công nghiệp nhẹ đóng góp 22% GDP và nông nghiệp là 9%. Kinh tế dựa trên nền tảng thị trường tự do, với phần lớn các chi tiêu công do Thổ Nhĩ Kỳ giúp.
Do địa vị chính trị của mình cũng như do cấm vận nên Bắc Síp phụ thuộc nhiều vào sự hỗ trợ về kinh tế và quân sự của Thổ Nhĩ Kỳ. Nước này dùng đồng Lira Thổ Nhĩ Kỳ mới như là tiền tệ của mình; điều này làm cho tình trạng kinh tế của nó liên kết với những bất thường của kinh tế Thổ Nhĩ Kỳ. Toàn bộ hoạt động xuất-nhập khẩu của Bắc Síp đều thực hiện thông qua Thổ Nhĩ Kỳ, trừ khi các mặt hàng được sản xuất tại địa phương, từ nguyên vật liệu có nguồn trong khu vực (hay nhập khẩu thông qua một trong các cảng được công nhận của đảo) khi chúng có thể được xuất khẩu thông qua một trong các cảng hợp pháp.
Vấn đề đảo Síp vẫn tiếp tục ảnh hưởng nặng nề tới sự phát triển kinh tế của Bắc Síp. Cộng hòa Síp, chính thể được các tổ chức quốc tế công nhận đã tuyên bố đóng cửa các sân bay và hải cảng trong khu vực mà chính thể này không có sự kiểm soát có hiệu quả. Mọi thành viên của Liên hiệp quốc và của Liên minh châu Âu tôn trọng việc đóng cửa các sân bay và hải cảng này theo tuyên bố của Cộng hòa Síp. Cộng đồng người gốc Thổ Nhĩ Kỳ cho rằng Cộng hòa Síp đã sử dụng vị trí và địa vị pháp lý quốc tế của mình để cản trở các mối quan hệ kinh tế giữa Bắc Síp với phần còn lại của thế giới.
Cho dù bị kiềm chế bởi thiếu sự công nhận quốc tế nhưng kinh tế Bắc Síp vẫn có sự phát triển ấn tượng trong vài năm qua. Tốc độ phát triển GDP danh định của kinh tế Bắc Síp trong giai đoạn 2001-2005 là 5,4%; 6,9%; 11,4%; 15,4% và 10,6%. Tốc độ phát triển của GDP thực tế trong năm 2007 ước tính khoảng 2%. Sự phát triển này giữ được là nhờ sự ổn định tương đối của đồng lia Thổ Nhĩ Kỳ cũng như bùng nổ trong khu vực giáo dục và xây dựng.
Giai đoạn 2002-2007, tổng sản phẩm quốc gia trên đầu người đã tăng gấp trên 3 lần (tính theo đôla Mỹ):
- US$ 4.409 (2002)
- US$ 5.949 (2003)
- US$ 8.095 (2004)
- US$ 10.567 (2005)
- US$ 11.837 (2006)
- US$ 14.047 (2007, tạm tính)

Các nghiên cứu của World Bank chỉ ra rằng GDP trên đầu người tại Bắc Síp bằng khoảng 76% của GDP trên đầu người tại Cộng hòa Síp theo các thông số được điều chỉnh theo sức mua tương đương năm 2004 (US$ 22.300 của Cộng hòa Síp và US$ 16.900 của Bắc Síp). Các ước tính chính thức cho GDP trên đầu người theo đôla Mỹ là US$ 8.095 năm 2004 và US$ 11.837 năm 2006.
Mặc dù kinh tế Bắc Síp đã phát triển trong những năm gần đây, nhưng nước này vẫn phụ thuộc vào hỗ trợ tài chính của chính quyền Thổ Nhĩ Kỳ. Theo thỏa thuận tháng 7 năm 2006, chính quyền Ankara cung cấp cho Bắc Síp hỗ trợ kinh tế trị giá 1,3 tỷ USD cho ba năm (2006-2008). Đây là sự tiếp tục của chính sách đang diễn ra mà theo đó chính quyền Thổ Nhĩ Kỳ rút ra mỗi năm khoảng 400 triệu USD từ ngân sách của mình để hỗ trợ nâng cao mức sống của người Síp gốc Thổ Nhĩ Kỳ.
Số lượng du khách tới Bắc Síp giai đoạn tháng 1-8 năm 2006 là 380.000 người, so với 286.901 người của giai đoạn tháng 1-8 năm 2003.

## Nhân khẩu
Theo điều tra dân số do chính quyền Bắc Síp thực hiện đầu năm 2006 thì dân số của Bắc Síp là 265.100 người, trong đó phần lớn là người Síp gốc Thổ Nhĩ Kỳ và phần lớn còn lại là một lượng lớn những người định cư đến từ Thổ Nhĩ Kỳ. Trong số 178.000 công dân là người Síp gốc Thổ Nhĩ Kỳ, 82% là người Síp bản địa (145.000 người). Trong số 45.000 người sinh ra với cha mẹ không phải người Síp, gần 40% (17.000 người) được sinh ra tại Síp. Số người không có quyền công dân, bao gồm sinh viên ngoại quốc, công nhân nước ngoài và những người tạm trú là 78.000.
Theo ước tính của chính quyền Cộng hòa Síp năm 2001 thì dân số tại đây là 200.000 người, trong đó khoảng 80.000-89.000 là người Síp gốc Thổ Nhĩ Kỳ và 109.000-117.000 là dân Thổ Nhĩ Kỳ định cư. Điều tra dân số trên toàn đảo năm 1960 chỉ ra số lượng người Síp gốc Thổ Nhĩ Kỳ là 102.000 và người Síp gốc Hy Lạp là 450.000. Các ước tính thông báo rằng 36.000 (khoảng 1/3) người Síp gốc Thổ Nhĩ Kỳ đã di cư trong giai đoạn 1975-1995, với hậu quả là trong phạm vi Bắc Síp thì người Síp gốc Thổ Nhĩ Kỳ bản địa đã bị thua sút về số lượng so với số lượng người đến định cư từ Thổ Nhĩ Kỳ.
Tại Bắc Síp gần như mọi người đều nói tiếng Thổ Nhĩ Kỳ. Tuy nhiên, tiếng Anh cũng được sử dụng rộng rãi như là ngôn ngữ chính thức thứ hai. Nhiều người Síp gốc Thổ Nhĩ Kỳ cao tuổi cũng có thể nói và hiểu tiếng Hy Lạp - thậm chí một số người còn có thể được coi là những người nói tiếng bản địa của người Síp gốc Hy Lạp.
Tại đây có một lượng nhỏ người Síp gốc Hy Lạp và người Maronit (khoảng 3.000), sinh sống trong khu vực Rizokarpaso (Dipkarpaz) và Kormakitis. Trước năm 1974, Rizokarpaso chủ yếu là người Síp gốc Hy Lạp sinh sống. Trong cuộc xâm chiếm Síp của Thổ Nhĩ Kỳ năm 1974, bán đảo nhỏ này bị quân đội Thổ Nhĩ Kỳ chia cắt và điều đó ngăn không cho những người Síp gốc Hy Lạp tại đây có thể di cư về phía nam. Kết quả là Rizokarpaso trở thành nơi có lượng người Síp gốc Hy Lạp lớn nhất tại Bắc Síp.